# Марціянове (Знам'янська сільська громада)
Марціяно́ве — село Знам'янської сільської громади, Березівський район, Одеська область в Україні. Населення становить 147 осіб.

## Населення
Згідно з переписом 1989 року населення села, яке тоді входило до складу Чапаєвської сільської ради, становило 165 осіб, з яких 66 чоловіків та 99 жінок.
За переписом населення 2001 року в селі мешкало 146 осіб.

### Мова
Розподіл населення за рідною мовою за даними перепису 2001 року:
| Мова       | Відсоток |
| ---------- | -------- |
| українська | 92,52 %  |
| молдовська | 6,12 %   |
| російська  | 0,68 %   |